# Unforgettable... with Love
Unforgettable... with Love é um álbum de estúdio de Natalie Cole, lançado em 1991 pela Elektra Records. O álbum é uma regravação de alguns dos maiores sucessos de Nat King Cole, tendo sido o primeiro trabalho de Natalie após sua saída da Capitol Records. Este álbum está na lista dos 200 álbuns definitivos no Rock and Roll Hall of Fame.
O álbum obteve grande sucesso comercial, principalmente entre os apreciadores de Jazz e R&B. Foi considerado, pela crítica, o maior lançamento de Natalie desde os anos 80. Em 1992, recebeu o Grammy na categoria Álbum do Ano e, em 2009, foi certificado com 7x Platina pela RIAA.
A faixa-título "Unforgettable" foi incluída na trilha sonora internacional da novela O Dono do Mundo, exibida pela Rede Globo entre 1991 e 1992, como tema dos personagens Felipe e Stella, interpretados, respectivamente, por Antonio Fagundes e Gloria Pires.

## Faixas
| N.º | Título                                           | Compositor(es)                                                                        | Duração |  |
| 1.  | "The Very Thought of You"                        | Ray Noble                                                                             | 4:15    |  |
| 2.  | "Paper Moon"                                     | Harold Arlen, E. Y. Harburg, Billy Rose                                               | 3:24    |  |
| 3.  | "Route 66" (com Ike Cole)                        | Bobby Troup                                                                           | 3:00    |  |
| 4.  | "Mona Lisa"                                      | Ray Evans, John Livingstone                                                           | 3:45    |  |
| 5.  | "L-O-V-E"                                        | Bert Kaempfert, Milt Gabler                                                           | 2:32    |  |
| 6.  | "This Can't Be Love"                             | Lorenz Hart, Richard Rodgers                                                          | 2:13    |  |
| 7.  | "Smile"                                          | Charlie Chaplin, Geoff Parsons, John Turner                                           | 3:37    |  |
| 8.  | "Lush Life"                                      | Billy Strayhorn                                                                       | 4:20    |  |
| 9.  | "That Sunday, That Summer"                       | Joe Sherman, George David Weiss                                                       | 3:31    |  |
| 10. | "Orange Colored Sky"                             | Milton DeLugg, Willie Stein                                                           | 2:27    |  |
| 11. | "For Sentimental Reasons/Tenderly/Autumn Leaves" | William Best, Walter Gross, Joseph Kosma, Johnny Mercer, Jacques Prévert, Deek Watson | 7:32    |  |
| 12. | "Straighten Up and Fly Right"                    | Nat King Cole, Irving Mills                                                           | 2:40    |  |
| 13. | "Avalon"                                         | Al Jolson, Buddy DeSylva, Vincent Rose                                                | 1:51    |  |
| 14. | "Don't Get Around Much Anymore"                  | Duke Ellington, Bob Russell                                                           | 2:34    |  |
| 15. | "Too Young"                                      | Sylvia Dee, Sidney Lippman                                                            | 4:32    |  |
| 16. | "Nature Boy"                                     | eden ahbez                                                                            | 3:23    |  |
| 17. | "Darling, Je Vous Aime Beaucoup"                 | Anna Sosenko                                                                          | 3:24    |  |
| 18. | "Almost Like Being in Love"                      | Frederick Loewe, Alan Jay Lerner                                                      | 2:11    |  |
| 19. | "Thou Swell"                                     | Lorenz Hart                                                                           | 1:50    |  |
| 20. | "Non Dimenticar"                                 | Shelley Dobbins, Michele Galdieri, Gino Redi                                          | 2:56    |  |
| 21. | "Our Love Is Here To Stay"                       | George Gershwin, Ira Gershwin                                                         | 3:28    |  |
| 22. | "Unforgettable" (com Nat King Cole)              | Irving Gordon                                                                         | 3:29    |  |

## Paradas

### Desempenho nas paradas
| Parada (1991)             | Melhor posição |
| ------------------------- | -------------- |
| ARIA Album Chart          | 1              |
| Norwegian Album Chart     | 9              |
| UK Albums Chart           | 11             |
| Billboard 200             | 1              |
| Billboard Top Jazz Albums | 1              |
| Top R&B/Hip-Hop Albums    | 5              |